# Hirax
Hirax er et amerikansk thrash metal-band, som blev dannet i 1984 i Cypress, Californien. Bandet spillede i Los Angeles og San Francisco-området sammen med den tids nye lokale thrash metal bands som Metallica, Exodus, og Slayer. Hirax blev derved selv et klart eksempel på thrash/speed metal/crossover genre-bevægelsen. 

## Medlemmer

### Nuværende medlemmere
- Katon W. De Pena – Vokal (1984–1988, 2000-)
- Glenn Rogers – Lead guitar (2003–2005, 2006–2007, 2008–)
- Lance Harrison – Lead guitar
- Steve Harrison – BaS
- Jorge Iacobellis – Trommer (2004–2005, 2008–)

### Tidligere medlemmere
- Dave Watson – Lead guitar (2004–2005)
- Angelo Espino – Bas (2004–2005)
- Bob Savage – Guitar (1984)
- Scott Owen – Guitar (1984–1989, 2000)
- James Joseph Hubler – Guitar (2001)
- Gary Monardo – Bas (1984–1989, 2000)
- Justin Lent – Bas (2001)
- Brian Keith – Trommer (1984)
- John Tabares – Trommer (1984–1989, 2000)
- Dan Bellinger – Trommer (2001)
- Paul Baloff – Vokal (1989)
- Eric Brecht – Trommer (1986)
- Mike Brickman – bas (2001-2003)

## Diskografi

### Studiealbum
- 1985: Raging Violence (LP)
- 1986: Hate, Fear and Power(LP)
- 2004: New Age of Terror (LP)
- 2009: El Rostro de la Muerte(LP)

### Demoer
- 1984: Hirax Demo
- 1985: Rehearsal 1
- 1985: Rehearsal 2
- 1987: Blasted in Bangkok

### Ep'er
- 1997: Hirax/Spazz split 7"
- 2000: El Diablo Negro
- 2001: Barrage of Noise
- 2007: Assassins of War
- 2007: Chaos and Brutality
- 2008: Hirax/F.K.Ü.

### Andre
- 1984: Metal Massacre VI – (Opsamlingsalbum)
- 1987: Best of Metal Blade, Vol. 1 – (Opsamlingsalbum)
- 1985: Angelican Scrape Attic – (Opsamlingsalbum)
- 1987: Blasted in Bangkok – (Single)
- 1987: Not Dead Yet/Not The End – (Opsamlingsalbum)
- 1997: Dying World (Shock) – (Single)
- 2005: Louder Than Hell – (Split)
- 2006: Thrash 'til Death – (DVD)
- 2008: Levil Uniform Vol. II – (Opsamlingsalbum)
- 2008: Thrash and Destroy – (DVD/Live)